# Kenneth Snodgrass
Kenneth Snodgrass (1784 - 14 de octubre de 1853) fue un soldado y administrador colonial escocés. Desempeñó funciones como teniente-gobernador de la Tierra de Van Diemen y gobernador de Nueva Gales del Sur en periodos breves.

## Colonia de Nueva Gales del Sur
En diciembre de 1828, Snodgrass llegó a Sídney, la capital de la Colonia de Nueva Gales del Sur, junto con su esposa y seis hijos. El 1 de enero de 1829, fue nombrado comandante de la recién creada Policía Montada de Nueva Gales del Sur. Más tarde, el 19 de noviembre de 1833, fue designado miembro del Consejo Legislativo de Nueva Gales del Sur, cargo que ocupó hasta el 6 de diciembre de 1838.

## Gobernador interino
Desde finales de 1837 hasta principios de 1838, Snodgrass sirvió como gobernador interino de Nueva Gales del Sur, ocupando el cargo entre la salida del gobernador Richard Bourke y la llegada de su sucesor, George Gipps. Durante su mandato, Snodgrass envió un destacamento de la policía montada a perseguir a los pueblos Namoi, Weraerai y Kamilaroi, quienes habían matado a cinco peones en incidentes separados en las nuevas tierras pastorales del alto río Gwydir en Nueva Gales del Sur.

## La masacre de Waterloo Creek

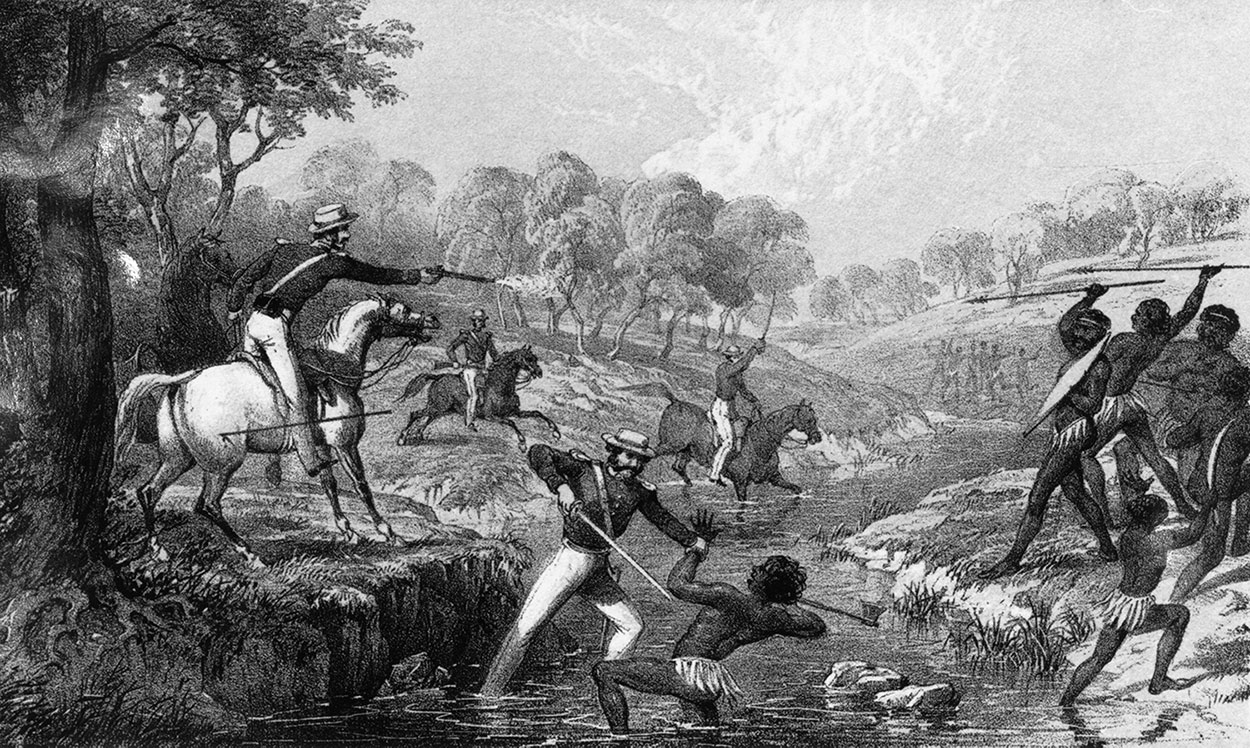
La pintura 'Policía Montada y Negros' muestra la matanza de aborígenes en Waterloo Creek por parte de tropas británicas.

En su papel de gobernador interino, Kenneth Snodgrass participó directamente en uno de los eventos más trágicos de la historia colonial australiana, conocido como la masacre de Waterloo Creek. En respuesta a los conflictos entre los colonos europeos y las comunidades aborígenes locales, Snodgrass ordenó una expedición punitiva. El 26 de enero de 1838, un destacamento de la Policía Montada de Nueva Gales del Sur, dirigido por el Mayor James Nunn, atacó un campamento del pueblo Kamilaroi en un lugar que luego se conocería como Waterloo Creek, en el remoto noroeste de Nueva Gales del Sur.
El ataque resultó en la muerte de un gran número de hombres, mujeres y niños Kamilaroi. Las estimaciones varían, con algunos registros contemporáneos e históricos indicando entre 40 y 50 víctimas, mientras que algunos historiadores modernos sugieren que el número de muertos podría haber sido de hasta 300 asesinados. Este acto de violencia extrema tuvo un impacto duradero en las relaciones entre los colonos europeos y las comunidades aborígenes de la región, y es recordado como una de las masacres más significativas en la historia de Australia.

## Teniente-gobernador interino
Snodgrass también se desempeñó como teniente-gobernador interino de la Tierra de Van Diemen (hoy Tasmania) desde octubre de 1836 hasta enero de 1837, entre los mandatos de George Arthur y Sir John Franklin.

## Vida posterior
Snodgrass regresó al Consejo Legislativo en 1848, sirviendo hasta 1850 como miembro electo por los condados de Gloucester, Macquarie y Stanley.
Su hija Mary se casó con el político de Nueva Gales del Sur Archibald Jacob, y su hijo Peter se convirtió en pastoralista y político en Victoria. Snodgrass falleció en Raymond Terrace, Nueva Gales del Sur, en 1853.